# Bitka pri Springfieldu (1780)
Bitka pri Springfieldu se je odvijala med ameriško revolucionarno vojno 23. junija 1780 v okrožju Union, New Jersey. Potem, ko je bitka pri Connecticut Farmsu 7. junija 1780 preprečila odpravo generalporočnika Wilhelma, barona von Knyphausena, da bi napadel vojsko generala Georgea Washingtona pri Morristownu, New Jersey, sta se Knyphausen in generalporočnik sir Henry Clinton, britanski vrhovni poveljnik v Severni Ameriki, odločila za drugi poskus. Čeprav so Britanci sprva lahko napredovali, so se bili na koncu prisiljeni umakniti pred novoprihajajočimi uporniškimi silami, kar je privedlo do kontinentalne zmage. Bitka je dejansko končala britanske ambicije v New Jerseyju.

## Bitka

### Britanski načrt
Načrtovan je bil dvokraki napad. Iz Elizabethtown Pointa bi se ena kolona premikala po cesti Galloping Hill Road, naravnost skozi Connecticut Farms in Springfield, medtem ko bi druga jokona zavzela cesto Vauxhall severno od Springfielda ob južnem robu Short Hills. Oba sta se usmerjali proti istemu cilju kot 7. junija: Hobart Gap, poti skozi gorovje Watchung, ki bi omogočala napredovanje čez enajst milj ravnega terena do Washingtonovega glavnega tabora pri Morristownu.
Clinton je upal, da se bo Washington odzval na Knyphausenov napad tako, da bo svojo glavno vojsko pripeljal okoli severnega roba gorovja Watchung zahodno od Newarka, da bi udaril na Knyphausenov desni bok. V pričakovanju tega odziva je bil generalmajor Alexander Leslie poslan navzgor po Hudsonu s 6.000 možmi, da bi Washingtonu preprečil umik za gorovje Watchung. Medtem naj bi generalmajor James Robertson ostal v rezervi v Elizabethtownu s petimi polki (1.865 mož) za zaščito Knyphausenovega zaledja pred napadi milice in za okrepitev Leslieja, če bi bilo potrebno.

### Nasprotujoče si sile
Knyphausenov korpus je obsegal okoli 6.000 mož, vključno s 17. polkom lahkih dragoncev; oddelkom Kraljevega artilerijskega polka; britanskim gardnim bataljonom (sestavljena enota, ki je vključevala oddelke iz 1. garde, Coldstream Guards in Scots Guards); britanskimi 22., 37., 38., 42. (Royal Highland), 43. in 57. pehotnim polkom; hessenskim Leib-Regimentom princa; hessenskim polkom von Donop; hessenskim korpusom Jägers in tremi lojalističnimi polki: Queen's Rangers ter 1. in 4. New Jersey Volunteers.
Pri Springfieldu in Elizabethtownu, ki sta Knyphausenu zapirala pot do Hobart Gapa, je imel generalmajor Nathanael Greene 1.500 kontinentalnih vojakov in 500 milice New Jerseyja. Greeneovi kontinentalci so obsegali brigado New Jerseyja brigadnega generala Williama Maxwella; podštevilčno brigado brigadnega generala Johna Starka (ki je obsegala 2. polk Rhode Islanda in po en polk iz Massachusettsa in Connecticuta) ter 2. partizanski korpus pod poveljstvom majorja Henryja Leeja III s 400 možmi.

### Britansko napredovanje
Ob 5. uri zjutraj 23. junija je Knyphausenova sila napredovala proti Elizabethtown Pointu, z Queen's Rangers in New Jersey Volunteers v predhodnici. Premagali so ameriške postojanke v Elizabethtownu, zajeli več mož in tri majhne topove. Opozarjen s strani umikajočih se mož, je general Maxwell poslal polkovnika Eliasa Daytona s 3. polkom New Jerseyja, da varuje cesto Galloping Hill Road, in 2. partizanski korpus Henryja Leeja na cesto Vauxhall Road. Kmalu zatem so napredujoče lojalistične čete napadle Maxwella, ki se je umaknil proti Connecticut Farms z ostalo svojo brigado. Medtem je general Greene ukazal uničiti deske na mostovih Vauxhall in Galloping Hill čez reko Rahway.

### Greenove razporeditve
Greene je organiziral svoje levo krilo, na cesti Galloping Hill Road, v štiri zaporedne obrambne linije. Connecticut Farms naj bi branil polkovnik Dayton s 3. polkom New Jerseyja in nekaj milice pod brigadnim generalom Nathanielom Heardom. Za Daytonom naj bi polkovnik Israel Angell s svojim 2. polkom Rhode Islanda, zmanjšanim zaradi bolezni in poteklih vpisov na samo 160 mož, branil most Galloping Hill Bridge. Za Angellom, pri mostu čez zahodni krak Rahwaya, je Greene postavil polkovnika Israela Shreveja in njegov 2. polk New Jerseyja, za Shrevejem pa je brigadni general Philemon Dickinson poveljeval oddelku milice New Jerseyja.
Na ameriškem desnem krilu je Greene okrepil majorja Leeja in njegov 2. partizanski korpus pri mostu Vauxhall z polkovnikom Matthiasom Ogdnom in njegovim 1. polkom New Jerseyja.
V rezervi, pri Bryanovi gostilni na visoki točki Short Hills, je Greene zadržal preostanek Maxwellovih in Starkovih brigad.

### Cesta Galloping Hill Road
New Jersey Volunteers pod podpolkovnikom Josephom Bartonom so se zdaj približali Connecticut Farms in napadli Daytonovo silo, ki je bila dobro pozicionirana v sadovnjaku in za grmovjem. Bartonovi možje, ki so bili številčno prekašani za več kot dva proti ena, so le malo napredovali. Vendar pa je podpolkovnik John Graves Simcoe s svojimi Queen's Rangers obkolil Američane na levi in jih napadel od zadaj. Daytonovi in Heardovi možje so bili hitro pometeni in Connecticut Farms je bil v britanskih rokah. Heard in nekateri njegovipripadniki milice so se umaknili proti severu in okrepili branilce mostu Vauxhall.
Knyphausen je zdaj preusmeril Queen's Rangers, New Jersey Volunteers, bataljon garde in večino svojih drugih britanskih čet s ceste Galloping Hill Road proti severu na cesto Vauxhall Road, v upanju, da bo obkolil branilce mostu Galloping Hill Bridge. Medtem je Knyphausen sam napredoval proti mostu s 3.000 možmi, ki so vključevali britanska 37. in 38. polk ter večino nemških čet.
Pri mostu Galloping Hill Bridge je Knyphausen bombardiral branilce polkovnika Angella s šestimi topovi, na kar so Američani odgovorili s svojim edinim razpoložljivim topom. Ko je ameriški artileriji zmanjkovalo polnil, je James Caldwell, kaplan kontinentalne vojske, ki je izgubil ženo med bitko pri Connecticut Farms, prinesel tovor himničnih knjig, ki jih je objavil angleški duhovnik Isaac Watts, da bi jih uporabili namesto tega. "Dajte jim Wattsa, fantje!", je svetoval. Po močnih izmenjavah ognja in dveh neuspešnih poskusih napada na most, sta britanska 37. in 38. polk ter hesenski Jägers prečkali Rahway in v petindvajsetih minutah boja od drevesa do drevesa v gozdu potisnili prebivalce Rhode Islanda nazaj do mostu čez zahodni krak Rahwaya, ki sta ga branila Shreve in njegov 2. polk New Jerseyja. Britanci so hitro sledili umiku in pregnali Shrevea in Angella, ki sta komaj preprečila poskus 38. britanskega polka in Jägersov, da bi ju obkolili. Greene je prepoznal nevarnost, da bi Shreve in Angell ostala obkoljena, zato ju je poklical nazaj v Bryant's Tavern in Springfield prepustil sovražniku.

### Vauxhall Road
Kot je naročil Knyphausen, je generalmajor Edward Mathew zapustil Galloping Hill Road in se usmeril proti severu na Vauxhall Road. Ustavil se je na vzpetini nad mostom Vauxhall in bombardiral njegove branilce s svojim topništvom do 11. ure, ko je napadel, pri čemer sta Queen's Rangers in New Jersey Volunteers prečkala Rahway na obeh straneh mostu. Major Lee in njegov oddelek sta se borbeno umikala skoraj dve milji do zgornjega zahodnega rokava Rahwaya in postavila svoje može v ešalone, tako da so lahko streljali iz gozda na cesto. Kmalu so se jim pridružile napredujoče lojalistične čete, ki so jih napadle s sprednje in bočne strani ter jih ponovno potisnile nazaj; tokrat vse do pobočij Short Hills. Tukaj so jih okrepili s 400 možmi dveh kontinentalnih polkov generala Starka in topom. To in prisotnost naraščajočega števila milice, ki se je zbirala na pobočjih Newark Mountain, je prepričalo generala Mathewa, da je ustavil svoje napredovanje. Ko so se milice začele spopadati s polkom New Jersey Volunteers polkovnika Bartona, je Mathew postal zaskrbljen zaradi možnosti protinapada na njegov bok s strani Washingtonove glavne vojske in je svojo kolono obrnil nazaj proti jugu na Galloping Hill Road, da bi se ponovno pridružil Knyphausenu.

### Britanski umik
Ko je Mathewova kolona dosegla Galloping Hill Road, so se pridružili Knyphausenu v Springfieldu. Knyphausen je Mathewu ukazal, naj zavzame višine Springfielda severozahodno od mesta. Mathew je poslal naprej podpolkovnika Edwarda Thomasa z gardnim bataljonom, ki je napadel višine in pregnal branilce milice. To je bil najdlje, kar je britansko napredovanje v bitki doseglo. Ker mu ni uspelo očistiti poti do Hobart Gapa, je bil Knyphausen zaskrbljen zaradi števila milice New Jerseyja, ki se je zbirala na Short Hills in se je odločil prekiniti napad ter se vrniti na Elizabethtown Point. Knyphausen je ukazal New Jersey Volunteers, naj požgejo Springfield. Prihranjene so bile le štiri hiše; vsaka druga stavba je bila požgana do tal. Trdi se, da so bile štiri prihranjene stavbe lojalistične hiše, vendar to lokalni zgodovinarji oporekajo.
Britanci so se umaknili v dveh kolonah, ena je šla po Galloping Hill Road, druga po Vauxhall Road. Kolona, ki je šla po Galloping Hill Road, je bila pod stalnim ostrostrelskim ognjem milice New Jerseyja v gozdovih in je utrpela znatne žrtve. Hesenski Jägersi so bili določeni za zadnjo stražo, vendar so ugotovili, da jim primanjkuje streliva. Med umikom so utrpeli pet mrtvih in pet ujetih mož. Kot zadnjo stražo jih je zamenjal 37. polk, ki je bil uspešnejši pri odbijanju milice. Kolona na Vauxhall Road je imela boke in zadnji del varovane s strani Queen's Rangers, ki so preprečili večino poskusov zasede milice.
Ob polnoči 23. junija je Knyphausen vodil svojo divizijo nazaj čez most čolnov iz Elizabethtown Pointa na Staten Island.

## Žrtve
Britanske izgube za ekspedicijo, ki je vključevala bitko pri Connecticut Farms 7. junija in spopad 23. junija, so bile 25 mrtvih, 234 ranjenih in 48 pogrešanih.85 teh žrtev so bili hesenski Jaegers.
Kontinentalne čete so 23. junija izgubile trinajst mrtvih, 49 ranjenih in devet pogrešanih; od tega šest mrtvih, 31 ranjenih in trije pogrešani so bili iz Angellovega polka Rhode Island. Thomas Fleming pravi, da je časopisPennsylvania Packet 8. julija 1780 poročal, da so bile žrtve milice za celotno obdobje od 7. do 23. junija deset mrtvih, štirideset ranjenih in deset ujetnikov. Vključno z izgubami kontinentalne vojske 7. junija, ki so bile dvanajst mrtvih, petdeset ranjenih in trinajst pogrešanih, so bile skupne ameriške žrtve za 7. in 23. junij 35 mrtvih, 139 ranjenih, deset ujetnikov in 22 pogrešanih.

## Posledice
To je bil eden zadnjih večjih spopadov revolucionarne vojne na severu in je dejansko končal britanske ambicije v New Jerseyju. Ker so se odločilne bitke vojne premaknile južneje, je Springfield postal znan kot "pozabljena zmaga". Washington je pohvalil vlogo milice New Jerseyja v bitki in zapisal: "Vsi so se zgrnili k orožju in delovali z duhom, enakim vsemu, kar sem videl v poteku vojne". Malo manj kot mesec dni kasneje je potekala manjša bitka pri Bull's Ferryju.
Prehodi čez reko, kjer so ameriške sile postavile svojo obrambo, so bili blizu današnjega križišča med Vauxhall Road in Millburn Avenue; in Morris Avenue blizu Washington Avenue.